# Ястребова Аделаїда Север'янівна
Аделаїда Север'янівна Ястребова (приблизно 1862 ― 26.11.1913, Харків) ― українська біблотекарка, завідувачка Першої філії (1901—1904) і Другої філії (1905—1907) Харківської громадської бібліотеки.

## Життєпис
Народилася близько 1862 року в дворянській родині. Здобувала вищу освіту в Казанському університеті (1881), була вільною слухачкою. У цей період вступила до організації «Народна воля». Була радикалкою есерівського напрямку.
У другій половині 1880-х  років Аделаїда Ястребова входила до складу групи народовольців. Заарештована за доносом вільного слухача Петровської академії С. Виноградова. Була засуджена на строк до двох років тюремного ув'язнення.
У 1890 році Аделаїда Север'янівна вийшла на волю, але перебувала під наглядом правоохоронних органів. Проживала в Полтавській губернії в Кременчуку. У цьому ж році познайомилась революціонеркою Євгенією Адамович.
Спілкувалася з письменником Володимиром Галактіоновичем Короленком.
У 1890-х роках приїхала до Харкова. Працювала у другій безкоштовній народній бібліотеці-читальні Харківського товариства поширення в народі грамотності на Панасівці. ЇЇ колишній керівник Володимир Сливицький відзначав її «корисну та невтомну працю».
Протягом 1901—1904 років Аделаїда Ястребова була завідувачкою бібліотеки та кабінету для читання Першого філіального відділення Харківської громадської бібліотеки в робочому районі Петінки міста Харкова. Її помічницею була А. І. Сицянко. Аделаїда керувала читанням користувачів бібліотеки, рекомендувала літературу дорослим і дітям. За 1904 рік отримала 300 рублів заробітньої плати. У кінці 1904 року через хворобу пішла з посади.
Була завідувачкою Другого філіального відділення з часу його відкриття (1905). Аделаїда Север'янівна добре знала бібліотечну справу і народну літературу. Займалася просвітою та пропагандою революції.
В останні роки життя служила на посаді бібліотекаря в «3-му розряді» ХГБ.
На 1907 рік Аделаїда Ястребова входила до складу Комісії філіальних відділень.
На 1 жовтня 1909 року А. С. Ястребова входила в штат службовців ХГБ. 
На 1913 р. Аделаїда Ястребова мешкала в найманій квартирі по вулиці Костомарівській, б. № 16 в м. Харкові разом зі своєю помічницею по бібліотеці  А. І. Сицянко. 
26 листопада 1913 року Аделаїда Север'янівна Ястребова кинулася під трамвай та померла від численних травм. Було проведене заупокійне богослужіння в каплиці при анатомічному театрі. Похована Аделаїда Север'янівна на міському цвинтері. Харківські газети «Южний край» і «Утро» містять публікації про трагічну загибель Ястребової. Газета «Утро» 27 листопада 1913 р. повідомила про самогубство А. С. Ястребової. Також був опублікований некролог, написаний журналістом В'ячеславом Фаусеком. Журналіст називав Ястребову «цінною культурною силою» в бібліотечній сфері. 
«Маленька на зріст, худенька, скромно одягнена жінка з живими очима» так описала Аделаїду Ястребову у своїх спогадах безкоштовна працівниця першої філії Валерія Гассельбрінк.